# Рик Санторум
Ричард Џон „Рик“ Санторум (енгл. Richard John "Rick" Santorum; Винчестер, 10. мај 1958) је амерички адвокат, републикански политичар и бивши сенатор САД из Пенсилваније. Санторум је био председник Сенатске републиканске конференције, што га је чинило трећим по рангу републиканцем у Сенату између 2001. и 2007. Санторум је друштвени и фискални конзервативац. Познат је по ставовима против хомосексуалности, и као велики поборник америчке инвазије на Ирак, интелигентног дизајна и приватизације социјалног осигурања.
Након што је напустио Сенат, Санторум је радио као адвокат, а био је и виши сарадник Центра за етичку и јавну политику у Вашингтону, и сарадник телевизије Фокс.
Санторум је 6. јуна 2011. формално објавио да ће се борити за републиканску номинацију за Председника САД за изборе 2012.